# Alvear (Corrientes)
Pour les articles homonymes, voir Alvear.
Alvear est une ville et le chef-lieu du Département de General Alvear dans la province de Corrientes en Argentine.
Elle se situe sur la route nationale 14, sur la rive droite du fleuve Uruguay à proximité de la ville brésilienne d'Itaqui avec laquelle elle est en étroite relation.
Son nom vient d'un général du XIXe siècle, Carlos María de Alvear.